# تشانغ يين شو
تشانغ يين شو (بالصينية: 張雁書) (من مواليد 11 فبراير 1979) هو لاعب كرة مضرب تايواني محترف.

## وصلات خارجية
- تشانغ يين شو في  ittfranking.com على موقع واي باك مشين (نسخة محفوظة 2007-05-14)
- إحصائيات اللاعب
- تشانغ يين شو على موقع منظمة تنس الطاولة العالمي (الإنجليزية)
- تشانغ يين شو على موقع اللجنة الأولمبية الدولية (الإنجليزية)
- تشانغ يين شو على موقع أوليمبيديا (الإنجليزية)